# فدروف (دهانه)
فدروف یک دهانه برخوردی در ماه‌ است.